# 毛枝康定柳
毛枝康定柳（学名：Salix paraplesia var. pubescens）为杨柳科柳属下的一个变种。

## 扩展阅读
- 維基物種上的相關：毛枝康定柳